# Pierre de Montaigu
Pierre de Montaigu (... – 28 gennaio 1232) è stato il 15º Gran Maestro dei Cavalieri templari dal 1219 al 1232.

## Biografia
Di origini aragonesi ma di nazionalità francese, era molto amico di Guillaume de Chartres e probabilmente fu la fiducia che il precedente Gran Maestro aveva in lui, il fattore che lo fece eleggere così rapidamente nuovo Gran Maestro dell'Ordine templare. Nello stesso tempo poi il Gran Maestro dell'Ordine Ospitaliero era Guerin de Montaigu, suo fratello. Le strette relazioni tra i due ordini probabilmente doveva essere dovuta proprio a questo.
Tra i suoi successi militari si ricordano le azioni contro i musulmani per la liberazione di Gerusalemme che costrinsero i musulmani a chiedere una resa. In cambio i Templari ritirarono l'assedio a Damietta e gli islamici restituirono molti soldati francesi, fermano gli attacchi a Gerusalemme e gli restituirono una parte della Vera Croce, presa agli europei nella battaglia di Hattin. Le sue vittorie militari, supportate dai Cavalieri Ospitalieri, lo hanno reso un guerriero famoso.